# Kitajski šah
Kitájski šáh (kitajsko: 象棋), »kjangkji« (Xiang Qi ali xiangqi) pinjin xiang4 qi2) ali slonji šah je igra na igralni deski za dva igralca in je različica klasičnega šaha, podobna družinam iger šogi (shogi).
Kitajski šah in klasični šah imata verjetno skupnega prednika, indijsko čaturango. Kitajski šah je najbolj razširjena igra na svetu. Njena pravila pozna okoli 500 milijonov Zemljanov. Najbolj razširjen je seveda na Kitajskem, zelo priljubljen pa je tudi v Vietnamu.
Igra je »preprosta«, vendar se pravila močno razlikujejo od klasičnega šaha. Predstavlja bitko med dvema vojskama, kjer je treba zajeti figuro nasprotnikovega »generala«. Med značilnosti kitajskega šaha spadajo edinstveno gibanje figure pao (»top«), pravilo, da se generala (podobna šahovskemu kralju) ne smeta srečati neposredno, ter rečne in palačne značilnosti, ki prepovedujejo gibanje nekaterih figur.
Kitajsko ime igre pomeni »igra podob« ali »slonja igra«:
- 象 izvirno in prvenstveno ta znak pomeni »slon«, in je izpeljan iz stilizirane podobe slona. Kasneje se je uporabljal za pomen besede »podoba», kot džiadžie (ponovna raba druge besede, ki se je izgovarjala enako), saj se je slonovina običajno uporabljala kot kiparski material.
- 棋 preprosto pomeni »igra na deski«.

Kitajski šah vsebuje značilnosti, ki jih v indijskem šahu ni: reka, palača in postavljanje figur na presečišča črt, ne pa na polja. Te značilnosti morda izvirajo iz zgodnejše kitajske igre na deski (verjetno vojaškega tipa), ki se je tudi imenovala 象棋 (kjangkji). Ker v astronomskem kontekstu 象 včasih pomeni »ozvezdje« ali »asterizem« (to je v obeh primerih figuro, narejeno iz zvezdi), so nekdaj menili, da je starejši kjangkji oponašal gibanje zvezd in drugi nebesnih teles na nebu.